# Japanische Handballmeisterschaft
Die Japanische Handballmeisterschaft (日本ハンドボールリーグ Nihon Handball Rīgu) ist die höchste Spielklasse im japanischen Männer- und Damen-Handball und wird vom japanischen Handballverband organisiert.
Die erste Saison wurde im Jahr 1976 ausgespielt. Es nehmen sowohl an der Männer- als auch an der Frauen-Handballmeisterschaft Mannschaften teil, die zum größten Teil von Unternehmen gegründet wurden.

## Teams 2021/2022

### Herren
In der Spielzeit 2021/2022, der 46. Saison der Liga, nehmen folgende elf Teams teil:
Toyota Motor East Japan, Osaki Electric, Zeekstar Tokio, Hokuriki Electric Power, Daido Steel, Toyota Auto Body, Toyoda Gosei, Wakunaga Pharmaceutical, Golden Wolves Fukuoka, Toyota Boshoku Kyushu und Ryukyu Corazon.

### Damen
Die Spielzeit 2021/2022 der Damen wird mit folgenden zehn Teams ausgetragen:
Prestige International Aranmare, Hokkoku Bank, Hida Takayama Blackbulls Gifu, HC Nagoya, Mie Violet Iris, Osaka Lovvits, Izumi Maple Reds, Omron, Sony Semiconductor Manufacturing und The Terrace Hotels.